# 샤를리스 시바나
샤를리스 코지루 시바나(브라질 포르투갈어: Charles Koshiro Chibana, 1989년 11월 11일~)는 브라질의 유도 선수이다. 2016년 하계 올림픽 남자 하프라이트급에 브라질 국가대표로 참가했다.

## 경력
시바나는 1989년 브라질의 상파울루에서 태어났다. 그는 일본계 브라질인으로 브라질로 이민을 간 일본인의 후손이다.
3세 때 형을 따라 유도를 시작했다. 이후 EC 피녜이루스 소속으로 유도 선수 경력을 시작했으며 2007년에 브라질 국가대표로 발탁되었다. 그 해 11월 중화인민공화국 베이징에서 열린 세계 팀 선수권 대회에 참가했고 브라질팀의 준우승에 기여했다. 2008년 6월에 브라질리아에서 열린 남아메리카 선수권 대회-60kg급에서 페루의 후안 포스티고스의 뒤를 이어 준우승을 차지했고 11월에 도쿄에서 열린 세계 팀 선수권 대회에서 3위에 올랐다.

## 기록
- 2007년 :  세계 유도 팀 선수권 대회 - 단체전
- 2008년 :  세계 유도 팀 선수권 대회 - 단체전[3]
- 2015년 :  2015년 팬아메리칸 게임[4]

### 올림픽 성적
2016년 하계 올림픽 남자 유도 -66 kg
| 선수   | 세부 종목 | 64강전              | 32강전                         | 16강전              | 8강전               | 준결승              | 패자 부활전         | 결승 / 순위 결정전  | 결승 / 순위 결정전 |
| 선수   | 세부 종목 | 상대 선수 경기 결과 | 상대 선수 경기 결과            | 상대 선수 경기 결과 | 상대 선수 경기 결과 | 상대 선수 경기 결과 | 상대 선수 경기 결과 | 상대 선수 경기 결과 | 순위               |
| 시바나 | -66 kg    | 부전승              | M. 에비누마 (JPN) · 패 000–101 | 진출 실패           | 진출 실패           | 진출 실패           | 진출 실패           | 진출 실패           | -                  |

## 사진

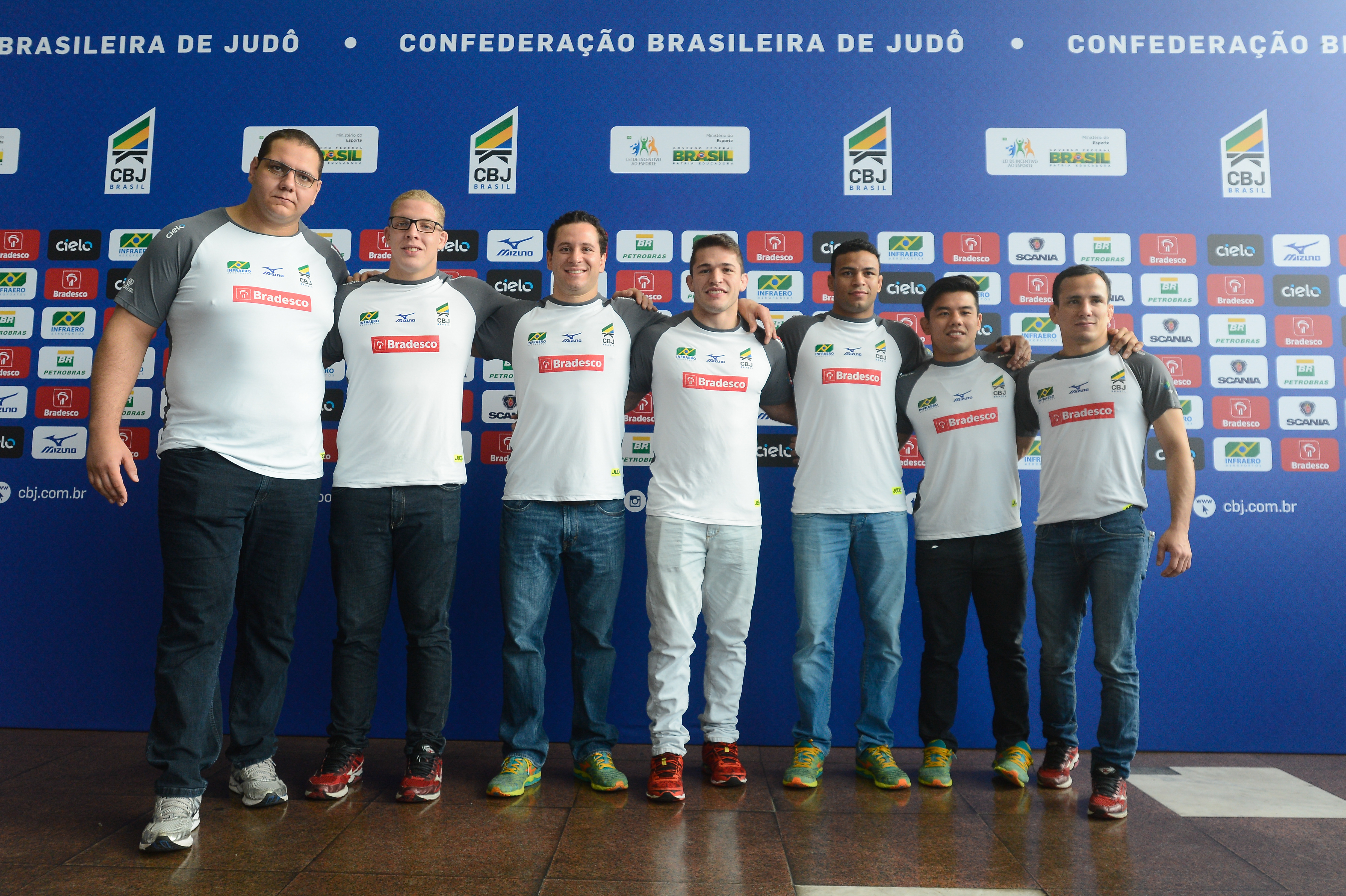
브라질 남자 유도팀
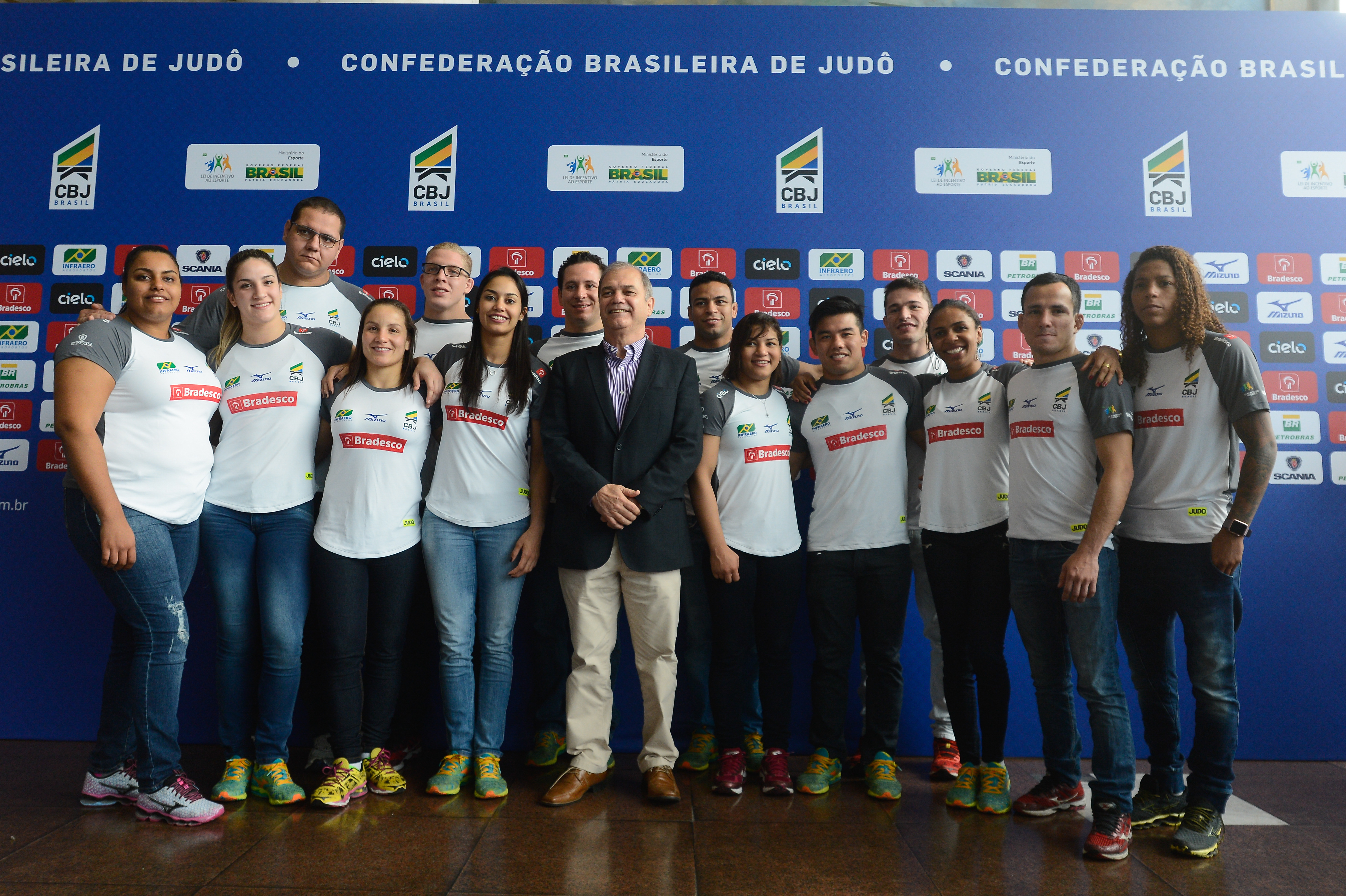
브라질 유도팀
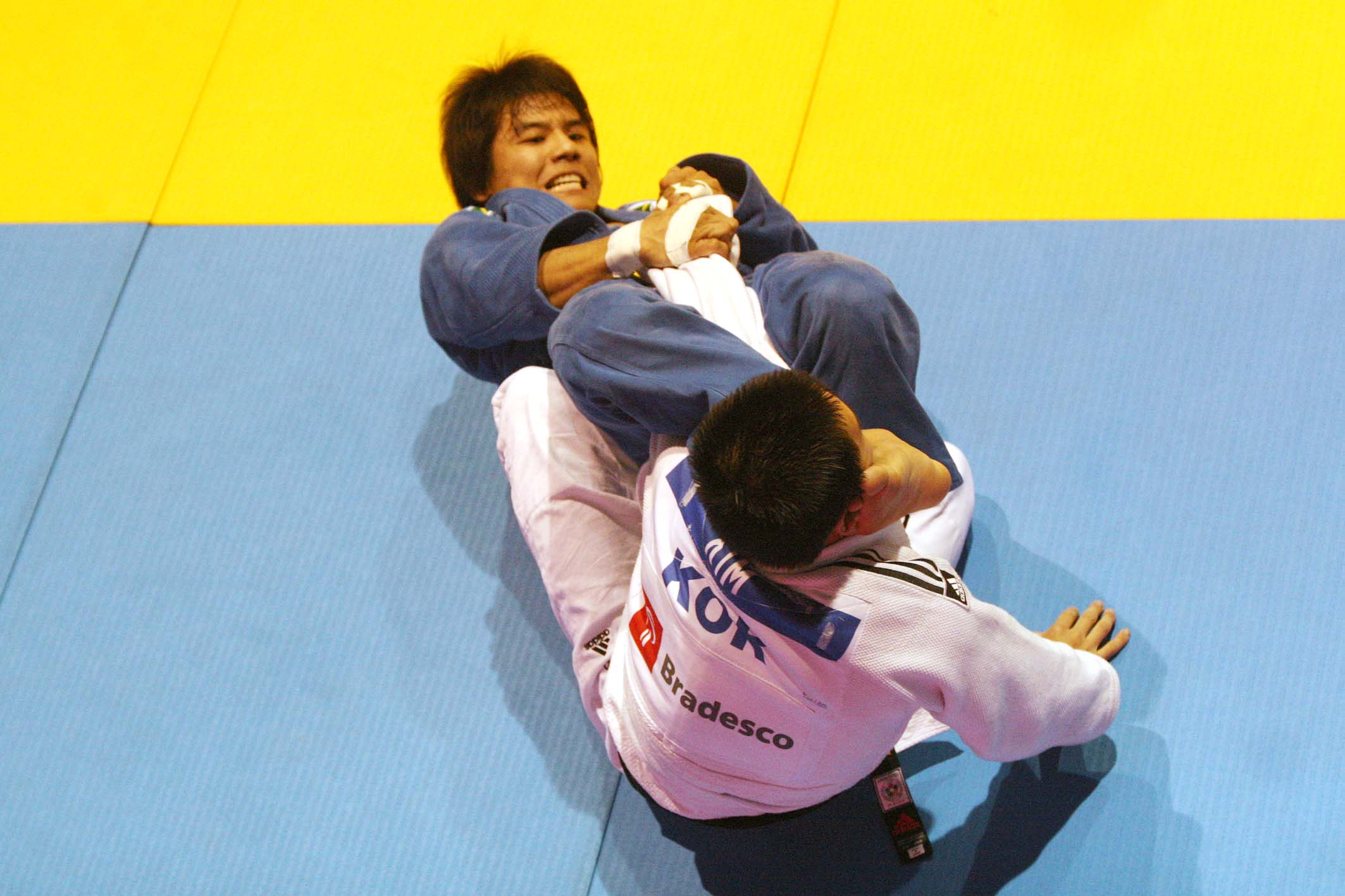
2011년
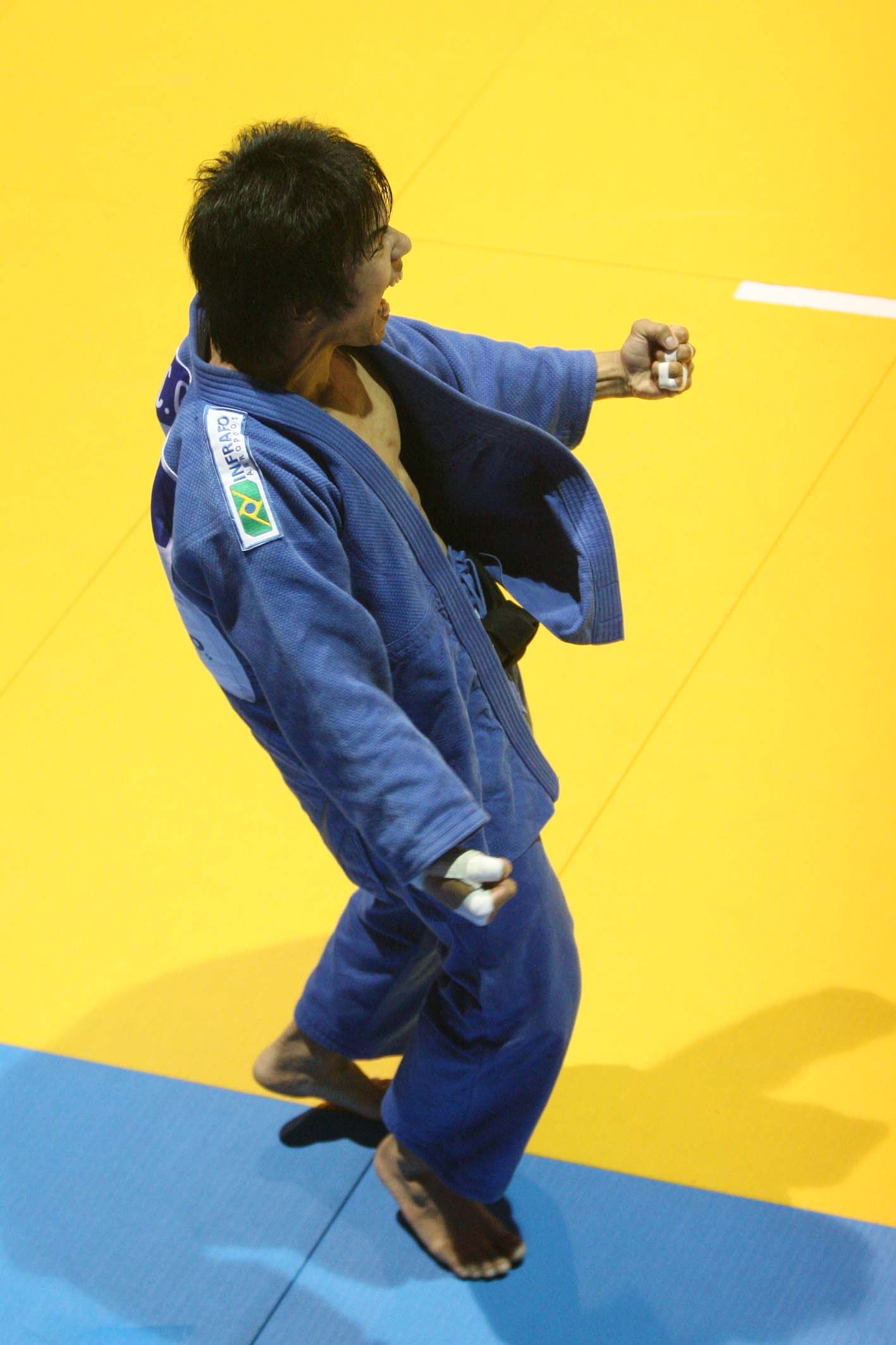
2011년
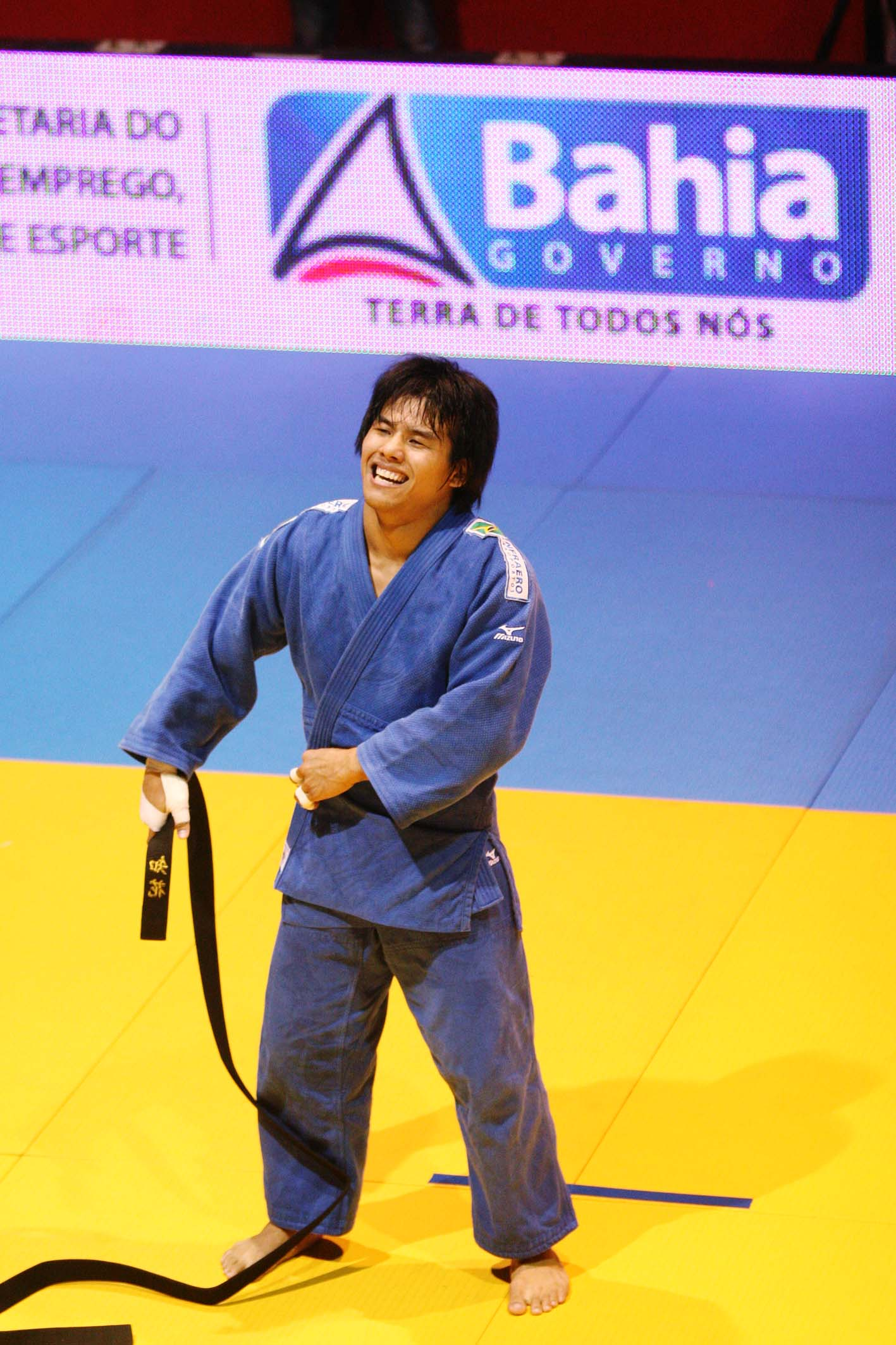
2011년
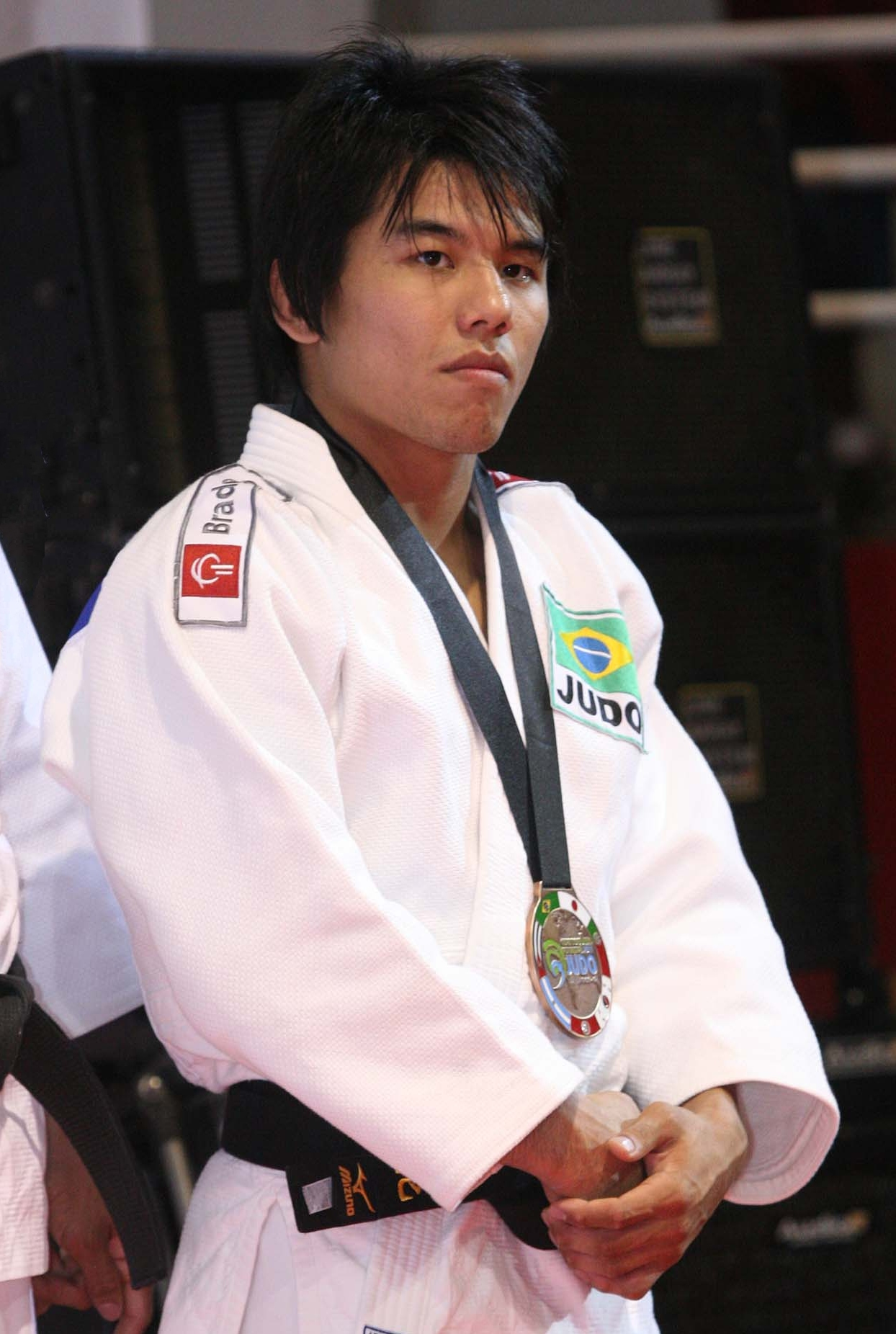
2011년 시상식
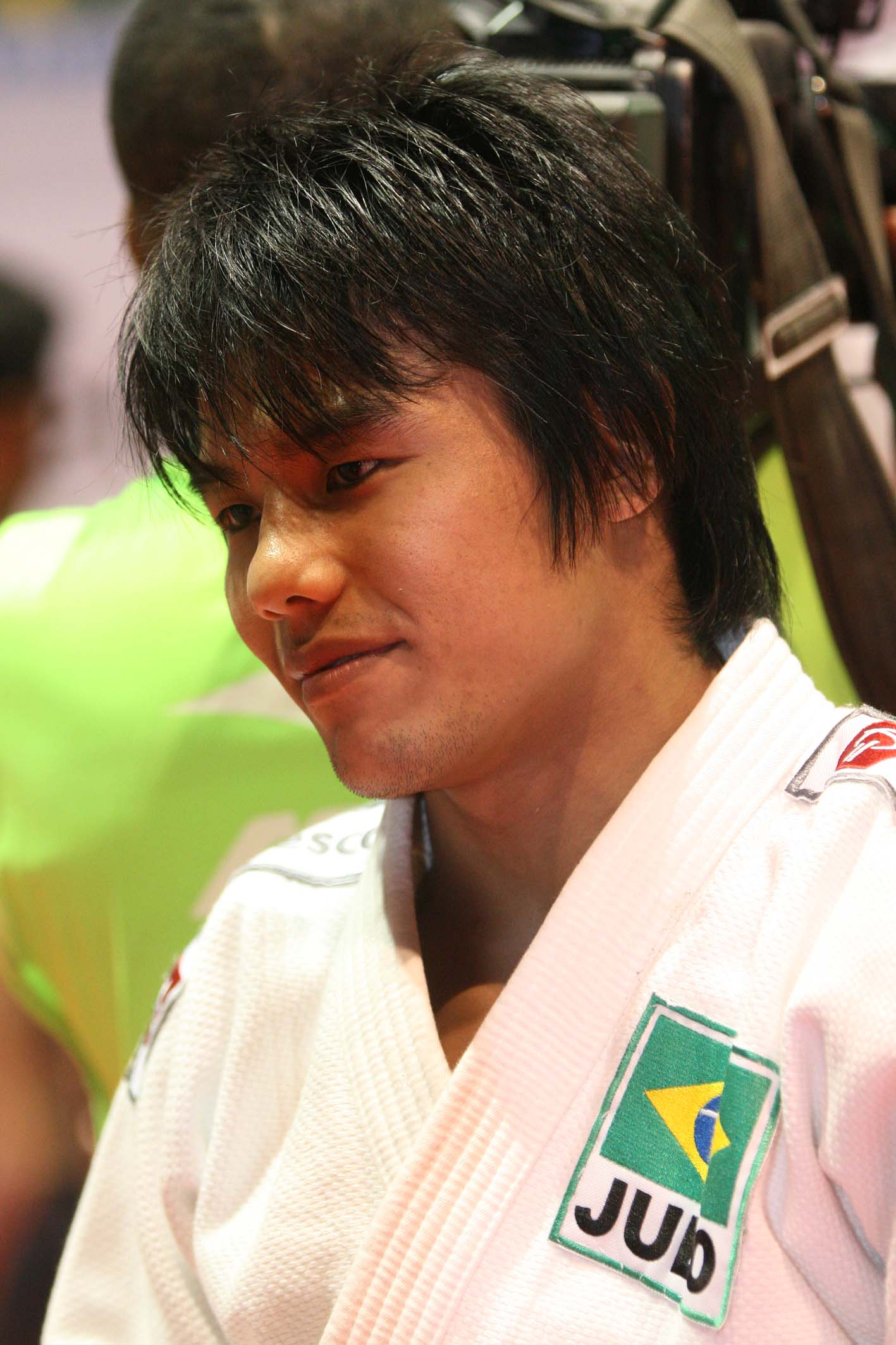
시바나